# Paulines zweites Leben
Paulines zweites Leben ist ein Film des Fernsehens der DDR aus dem Jahr 1984. In den Hauptrollen sind Annemone Haase und Walfriede Schmitt zu sehen.

## Handlung
Pauline Oswald ist 50 Jahre alt und hat drei Töchter mit ihrem Ehemann Robert. Nun steht den beiden nach fast 30 Ehejahren die Scheidung bevor. Für Pauline beginnt damit ein völlig neues Leben. Denn bislang war sie nur als Mutter und Hausfrau tätig, während ihr Mann Robert, ein Akademiker, den Lohn mit nach Hause brachte.
Später begegnet Pauline der lebensfrohen und resoluten Wally, die beruflich als Brigadeleiterin in einer Großwäscherei tätig ist. Zwischen den beiden Damen entwickelt sich eine Freundschaft, und Wally hilft Pauline dabei, den weiteren Weg in ein selbstbestimmtes Leben zu gehen.

## Produktion
Die Dreharbeiten zum Film fanden im Jahr 1984 vorwiegend in Ost-Berlin sowie auch an der Ostsee statt.
Seine Erstausstrahlung erlebte der Film am 4. November 1984 zur Hauptsendezeit im 1. Programm des DDR-Fernsehens.